# 肥胖园蛛
肥胖园蛛（学名：[Araneus pinguis] 错误：{{Lang}}：文本有斜体标记（帮助））为园蛛科园蛛属的动物。分布于日本以及中国大陆的吉林、辽宁、黑龙江、内蒙古、河北等地，一般栖息于山林。该物种的模式产地在日本。